# Tomás Llorens
Tomás Llorens, né le 4 octobre 1936 à Almassora en Espagne et mort le 10 juin 2021 à Dénia, est un historien de l'art, conservateur du patrimoine et critique d'art espagnol reconnu pour ses travaux sur la théorie de l'architecture et l'esthétique. Il a été le directeur du Musée Reina Sofía à Madrid de 1988 à 1990, puis du musée Thyssen-Bornemisza de 1991 à 2005.

## Biographie
Tomás Llorens a fait ses études d'art à l'Université espagnole. Il est emprisonné et expulsé sous le régime de Franco en 1972. Grand historien d'art originaire de la région de Valence, spécialiste de l'art du XIXe siècle et du début du XXe siècle, Tomás Llorens est à l'origine de la modernisation de nombreux musées espagnols, notamment après qu'il est nommé, en 1986, directeur national des Beaux-Arts par Javier Solana, alors ministre de la Culture. Il a été le premier directeur de l'Institut valencien d'art moderne et est à l'origine de la création du Musée Reina Sofía de Madrid dont il est le directeur de 1988 à 1990. Sous sa direction le musée s'est constitué une riche collection permanent d'art du XXe siècle en acquérant des œuvres des grands maitres espagnols comme Picasso, Juan Gris ou Joan Miró qui étaient jusqu'alors et pour des raisons historiques sous-représentés.
En 2006, il reçoit la Médaille d'or du mérite des beaux-arts par le Ministère de l'Éducation, de la Culture et des Sports.